# Ascot (Berkshire)
Pour l’article homonyme, voir Ascot.
Ascot est une ville britannique située dans l'est du comté du Berkshire, à 25 milles (40,23 km) de Londres. Elle est connue pour l'hippodrome d'Ascot et son meeting royal, qui se déroule en juin.

## Églises

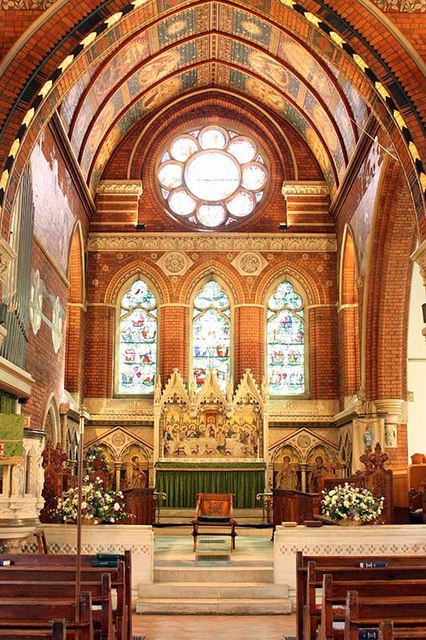
Église d'Acsot

## Meeting royal d'Ascot

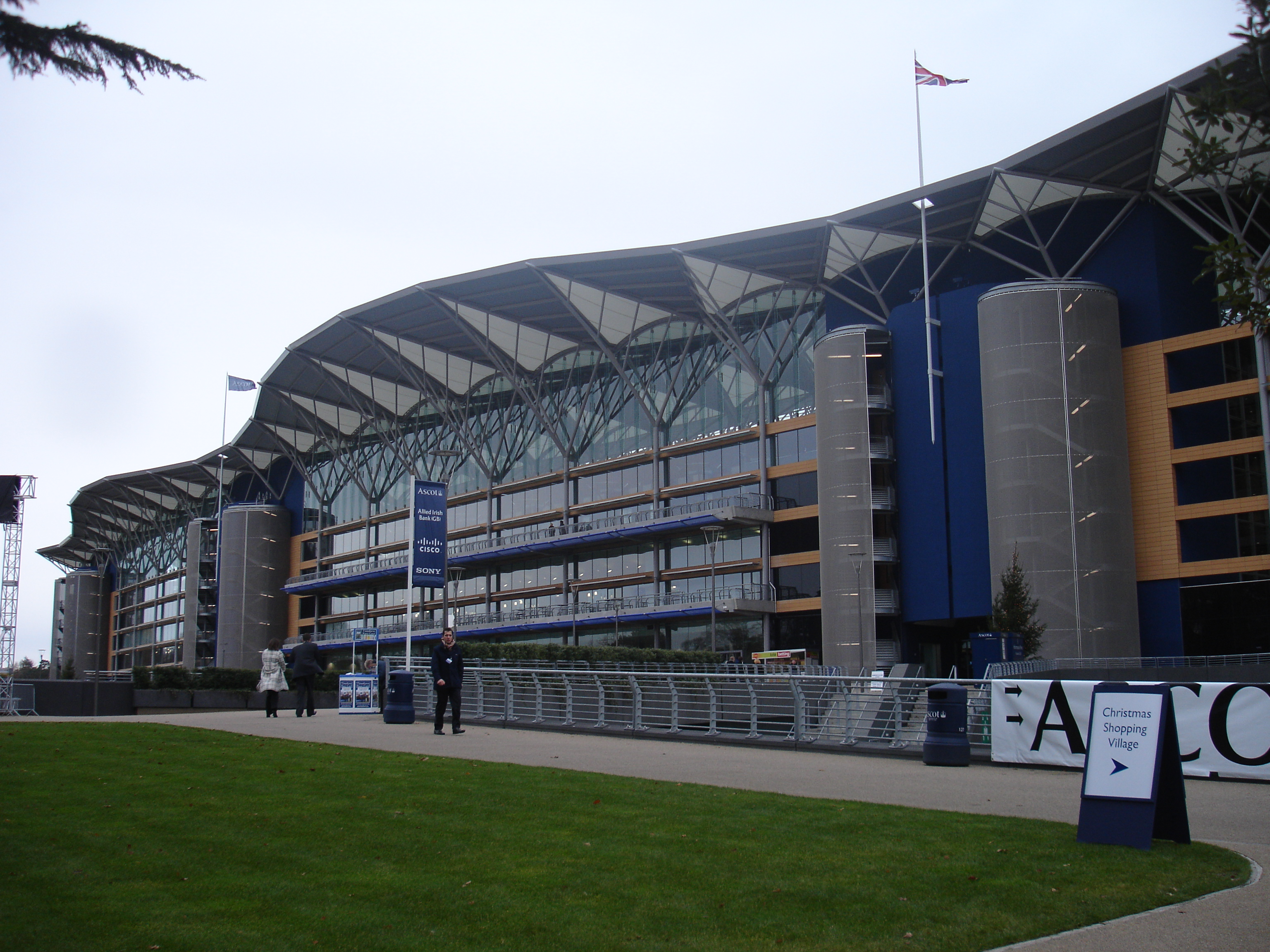
La nouvelle tribune du Royal Ascot

Le meeting royal, appelé Royal Ascot se déroule en juin : il s'agit sans conteste de la course de chevaux la plus célèbre, ses origines remontant à 1711. La famille royale assiste à ce meeting, auquel elle se rend chaque jour en calèche. C'est un évènement majeur dans le calendrier social britannique.
La course est sponsorisée par la couronne.

## Économie
Le Royal Ascot emploie plus de 70 personnes à temps-plein, nombre qui pointe jusqu'à 6 000 durant la semaine de courses.

## Personnalités liées à la ville
- John Lennon (1940-1980) et Ringo Starr (1940-) des Beatles ont vécu à Ascot.
- Boris Berezovsky (1946-2013), homme d'affaires russe, a vécu et est décédé à Ascot.
- Adam Roberts (1965-), auteur de science fiction, vit à Ascot.
- Marti Pellow (1965-), chanteur des Wet Wet Wet, vit à Ascot.
- Sarah Harding (chanteuse) (1981-), chanteuse des Girls Aloud, est née à Ascot.
- Camilla Luddington (1983-), actrice, est née et a grandi à Ascot.
- Josh Cuthbert (1992-), chanteur de Union J, est né à Ascot.
- David Axmark, cofondateur de MySQL, vit à Ascot.